# Tony Settember
Anthony Frank „Tony“ Settember (* 10. Juli 1926 in Manila, Philippinen; † 4. Mai 2014 in Reno, Nevada) war ein US-amerikanischer Autorennfahrer.

## Karriere
Bevor der Kalifornier nach Europa kam, fuhr er mit einer Corvette und einem Mercedes-Benz 300 SL Sportwagenrennen in den USA. In Italien gewann er auf einem Maserati Ende der 1950er-Jahre den Großen Preis von Neapel.
Zur Saison 1962 überredete Settember seinen vermögenden Freund Hugh Powell, Geld in das britische Emeryson-Team zu investieren, um in der Formel 1 anzutreten. Der Emeryson mit dem 4-Zylinder-Climax-Motor war zwar ein einfaches Rennfahrzeug, aber Settember und sein Teamkollege John Campbell-Jones hatten Probleme, das Fahrzeug richtig abzustimmen.
Settember gab beim Großen Preis von Großbritannien 1962 sein Debüt in der Automobil-Weltmeisterschaft. Mit vier Runden Rückstand auf den Sieger Jim Clark im Lotus 25 wurde er Elfter. Bald kam Streit im Team auf und das Team wurde noch vor dem Ende der Saison aufgelöst.
Powell und Settember organisierten sich neu und gingen 1963 als Scirocco-Powell-Racing-Cars-Team an den Start. Das neue Chassis wurde von Hugh Aiden-Jones in Anlehnung an die Konstruktion Paul Emerys gebaut, als Antrieb diente ein V8-Motor von B.R.M. Das Fahrzeug war nicht konkurrenzfähig. In der Weltmeisterschaft war Settember damit chancenlos, einzig beim nicht zur Weltmeisterschaft zählenden Großen Preis von Österreich konnte er Zweiter werden.
Ende der Saison zog sich auch Powell zurück und Settember kehrte Europa den Rücken, um in den USA an der Fortsetzung seiner Karriere zu arbeiten. Er fuhr wieder Sportwagenrennen; zuerst mit einem Lotus 23, später mit einem Lotus 30 und einer AC Cobra. Anfang der 1970er-Jahre stieg er mit einem Lola T70 in die CanAm-Serie ein, erzielte aber nur selten Erfolge und zog sich bald vom Rennsport zurück.

## Statistik

### Statistik in der Automobil-Weltmeisterschaft
Diese Statistik umfasst alle Teilnahmen des Fahrers an der Automobil-Weltmeisterschaft, die heutzutage als Formel-1-Weltmeisterschaft bezeichnet wird.

#### Gesamtübersicht
| Saison | Team            | Chassis      | Motor         | Rennen | Siege | Zweiter | Dritter | Poles | schn. Rennrunden | Punkte | WM-Pos. |
| ------ | --------------- | ------------ | ------------- | ------ | ----- | ------- | ------- | ----- | ---------------- | ------ | ------- |
| 1962   | Emeryson Cars   | Emeryson Mk2 | Climax 1.5 L4 | 2      | −     | −       | −       | −     | −                | −      | −       |
| 1963   | Scirocco-Powell | Scirocco 01  | BRM 1.5 V8    | 4      | −     | −       | −       | −     | −                | −      | −       |
| Gesamt | Gesamt          | Gesamt       | Gesamt        | 6      | −     | −       | −       | −     | −                | −      |         |

#### Einzelergebnisse
| Saison | 1   | 2 | 3   | 4   | 5   | 6   | 7 | 8 | 9 | 10 |
| ------ | --- | - | --- | --- | --- | --- | - | - | - | -- |
| 1962   |     |   |     |     |     |     |   |   |   |    |
|        |     |   |     | 11  |     | DNF |   |   |   |    |
| 1963   |     |   |     |     |     |     |   |   |   |    |
|        | DNF |   | DNF | DNF | DNF | DNQ |   |   |   |    |

| Legende  | Legende            | Legende                                                          |
| Farbe    | Abkürzung          | Bedeutung                                                        |
| -------- | ------------------ | ---------------------------------------------------------------- |
| Gold     | –                  | Sieg                                                             |
| Silber   | –                  | 2. Platz                                                         |
| Bronze   | –                  | 3. Platz                                                         |
| Grün     | –                  | Platzierung in den Punkten                                       |
| Blau     | –                  | Klassifiziert außerhalb der Punkteränge                          |
| Violett  | DNF                | Rennen nicht beendet (did not finish)                            |
| Violett  | NC                 | nicht klassifiziert (not classified)                             |
| Rot      | DNQ                | nicht qualifiziert (did not qualify)                             |
| Rot      | DNPQ               | in Vorqualifikation gescheitert (did not pre-qualify)            |
| Schwarz  | DSQ                | disqualifiziert (disqualified)                                   |
| Weiß     | DNS                | nicht am Start (did not start)                                   |
| Weiß     | WD                 | zurückgezogen (withdrawn)                                        |
| Hellblau | PO                 | nur am Training teilgenommen (practiced only)                    |
| Hellblau | TD                 | Freitags-Testfahrer (test driver)                                |
| ohne     | DNP                | nicht am Training teilgenommen (did not practice)                |
| ohne     | INJ                | verletzt oder krank (injured)                                    |
| ohne     | EX                 | ausgeschlossen (excluded)                                        |
| ohne     | DNA                | nicht erschienen (did not arrive)                                |
| ohne     | C                  | Rennen abgesagt (cancelled)                                      |
| ohne     | keine WM-Teilnahme |                                                                  |
| sonstige | P/fett             | Pole-Position                                                    |
| sonstige | 1/2/3/4/5/6/7/8    | Punktplatzierung im Sprint-/Qualifikationsrennen                 |
| sonstige | SR/kursiv          | Schnellste Rennrunde                                             |
| sonstige | *                  | nicht im Ziel, aufgrund der zurückgelegten Distanz aber gewertet |
| sonstige | ()                 | Streichresultate                                                 |
| sonstige | unterstrichen      | Führender in der Gesamtwertung                                   |

### Le-Mans-Ergebnisse
| Jahr | Team                        | Fahrzeug              | Teamkollege | Platzierung | Ausfallgrund    |
| ---- | --------------------------- | --------------------- | ----------- | ----------- | --------------- |
| 1962 | Scirocco Powell Racing Cars | Chevrolet Corvette C2 | John Turner | Ausfall     | Getriebeschaden |

### Einzelergebnisse in der Sportwagen-Weltmeisterschaft
| Saison | Team                  | Rennwagen          | 1   | 2   | 3   | 4   | 5   | 6   | 7   | 8   | 9   | 10  | 11  | 12  | 13  | 14  | 15  |
| ------ | --------------------- | ------------------ | --- | --- | --- | --- | --- | --- | --- | --- | --- | --- | --- | --- | --- | --- | --- |
| 1962   | Scirocco Powell       | Chevrolet Corvette | DAY | SEB | SEB | MAI | TAR | BER | NÜR | LEM | TAV | CCA | RTT | NÜR | BRI | BRI | PAR |
| 1962   | Scirocco Powell       | Chevrolet Corvette |     |     |     |     | DNF |     |     |     |     |     |     |     |     |     |     |
| 1966   | Ecurie Cinquante Cinq | Shelby Cobra       | DAY | SEB | MON | TAR | SPA | NÜR | LEM | MUG | CCE | HOK | SIM | NÜR | ZEL |     |     |
| 1966   | Ecurie Cinquante Cinq | Shelby Cobra       |     |     |     | DNF | DNF | DNF |     |     |     |     |     |     |     |     |     |